# مهنج (خوسف)
مهنج یک روستا در ایران است که در دهستان جلگه ماژان شهرستان خوسف واقع شده‌است. مهنج ۳۴ نفر جمعیت دارد.